# Alain III. (Bretagne)

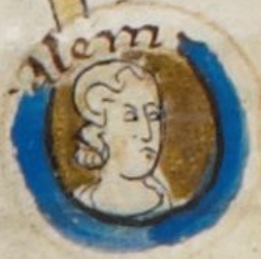
Alain III. (Bretagne)

Alain III. (* 997; † 1. Oktober 1040 in Vimoutiers in der Normandie) war Herzog von Bretagne und legte sich als Nachkomme des bretonischen Königs Erispoe dessen Titel zu. Er war der Sohn und Nachfolger von Gottfried I. (Geoffroy Béranger) und der Hawise (Havoise) von Normandie.
Alain heiratete im Jahr 1018 Bertha von Blois († 11./13. April 1085), Tochter des Grafen Odo II. von Blois. Beider Kinder war Alains Nachfolger Conan II. und die Tochter Hawise (Havoise), welche die Mutter des späteren Herzogs Alain IV. Fergent war.
Alain führte Krieg gegen Graf Fulko III. Nerra von Anjou, später gegen Herzog Robert I. von Normandie. Die Beziehung zu Herzog Robert besserte sich dann aber so sehr, dass dieser ihm bei seinem Aufbruch zu einer Pilgerreise nach Jerusalem 1035 die Regentschaft in der Normandie für seinen damals achtjährigen Sohn Wilhelm II. übertrug. Um das Jahr 1030 gründete er die Abtei Saint-Georges bei Rennes, deren erste Äbtissin seine Schwester Adele wurde. Im Jahr 1034 richtete er für seinen Bruder Odo die Grafschaft Penthièvre ein. Alain III. griff in der Normandie zugunsten des jungen Herzogs Wilhelm ein, als dieser vom normannischen Adel bedroht wurde. Er wurde jedoch auf diesem Feldzug vergiftet und neben den ersten Herzögen der Normandie in der Kirche des Dreifaltigkeitsklosters in Fécamp bestattet.